# Wanty-Groupe Gobert/Saison 2014
Dieser Artikel listet Erfolge und Fahrer des Radsportteams Wanty-Groupe Gobert in der Saison 2014 auf.

## Erfolge in der UCI Africa Tour
| Datum      | Rennen                              | Kat. | Sieger            |
| ---------- | ----------------------------------- | ---- | ----------------- |
| 14. Januar | 2. Etappe La Tropicale Amissa Bongo | 2.1  | Jérôme Baugnies   |
| 15. Januar | 3. Etappe La Tropicale Amissa Bongo | 2.1  | Roy Jans          |
| 18. Januar | 6. Etappe La Tropicale Amissa Bongo | 2.1  | Frédérique Robert |
| 19. Januar | 7. Etappe La Tropicale Amissa Bongo | 2.1  | Frédérique Robert |

## Erfolge in der UCI Europe Tour
| Datum         | Rennen                                          | Kat. | Fahrer            |
| ------------- | ----------------------------------------------- | ---- | ----------------- |
| 16. März      | Omloop van het Waasland                         | 1.2  | Danilo Napolitano |
| 28. Mai       | 1. Etappe Tour des Fjords                       | 2.1  | Jérôme Baugnies   |
| 3. August     | Polynormande                                    | 1.1  | Jan Ghyselinck    |
| 19. August    | 1. Etappe Tour du Limousin                      | 2.1  | Bjorn Leukemans   |
| 27. September | 1. Etappe Tour du Gévaudan Languedoc-Roussillon | 2.1  | Thomas Degand     |
| 28. September | Gooikse Pijl                                    | 1.2  | Roy Jans          |

## Abgänge – Zugänge
| Zugänge            | Team 2013                   | Abgänge           | Team 2014                      |
| ------------------ | --------------------------- | ----------------- | ------------------------------ |
| Kevin Seeldraeyers | Astana Pro Team             | Benjamin Verraes  | Josan-To Win Cycling Team      |
| Michel Kreder      | Garmin Sharp                | Will Routley      | Optum-Kelly Benefit Strategies |
| Francis De Greef   | Lotto Belisol               | Steven Caethoven  | Decock-Woningbouw              |
| Frédérique Robert  | Lotto Belisol               | Nicolas Vogondy   | Pro Immo Nicolas Roux          |
| Wesley Kreder      | Vacansoleil-DCM             | Davy Commeyne     | SmartPhoto TM                  |
| Bjorn Leukemans    | Vacansoleil-DCM             | Andy Cappelle     | Karriereende                   |
| Mirko Selvaggi     | Vacansoleil-DCM             | Stefan van Dijk   | Karriereende                   |
| Frederik Veuchelen | Vacansoleil-DCM             | Staf Scheirlinckx | Karriereende                   |
| Jan Ghyselinck     | Cofidis, Solutions Crédits  | Jurgen Van Goolen | Karriereende                   |
| Nico Sijmens       | Cofidis, Solutions Crédits  |                   |                                |
| Laurens De Vreese  | Topsport Vlaanderen-Baloise |                   |                                |
| Marco Minnaard     | Rabobank Development Team   |                   |                                |
| Jérôme Baugnies    | To Win-Josan Cycling Team   |                   |                                |
| Frederik Backaert  | Neoprofi                    |                   |                                |

## Mannschaft
| Name                | Geburtstag         | Nationalität |              |
| ------------------- | ------------------ | ------------ | ------------ |
| Frederik Backaert   | 13. März 1990      | Belgien      |              |
| Jérôme Baugnies     | 1. April 1987      | Belgien      |              |
| Francis De Greef    | 2. Februar 1985    | Belgien      |              |
| Tim De Troyer       | 11. August 1990    | Belgien      |              |
| Laurens De Vreese   | 29. September 1988 | Belgien      |              |
| Thomas Degand       | 13. Mai 1986       | Belgien      |              |
| Jempy Drucker       | 3. September 1986  | Luxemburg    |              |
| Jan Ghyselinck      | 24. Februar 1988   | Belgien      |              |
| Jérôme Gilbert      | 22. Januar 1984    | Belgien      |              |
| Grégory Habeaux     | 20. Oktober 1982   | Belgien      |              |
| Roy Jans            | 15. September 1990 | Belgien      |              |
| Michel Kreder       | 15. August 1987    | Niederlande  |              |
| Wesley Kreder       | 4. November 1990   | Niederlande  |              |
| Bjorn Leukemans     | 1. Juli 1977       | Belgien      |              |
| Marco Minnaard      | 11. April 1989     | Niederlande  |              |
| Danilo Napolitano   | 31. Januar 1981    | Italien      |              |
| Frédérique Robert   | 25. Januar 1989    | Belgien      |              |
| Kevin Seeldraeyers  | 12. September 1986 | Belgien      |              |
| Mirko Selvaggi      | 11. Februar 1985   | Italien      |              |
| Nico Sijmens        | 1. April 1978      | Belgien      |              |
| Kévin Van Melsen    | 1. April 1987      | Belgien      |              |
| James Vanlandschoot | 26. August 1978    | Belgien      |              |
| Frederik Veuchelen  | 4. September 1978  | Belgien      |              |
| Stagiaires          | Stagiaires         | Nationalität | Nationalität |
| Alexander Maes      | Alexander Maes     | Belgien      |              |
| Lander Seynaeve     | Lander Seynaeve    | Belgien      |              |